# Kathedraal van Udine

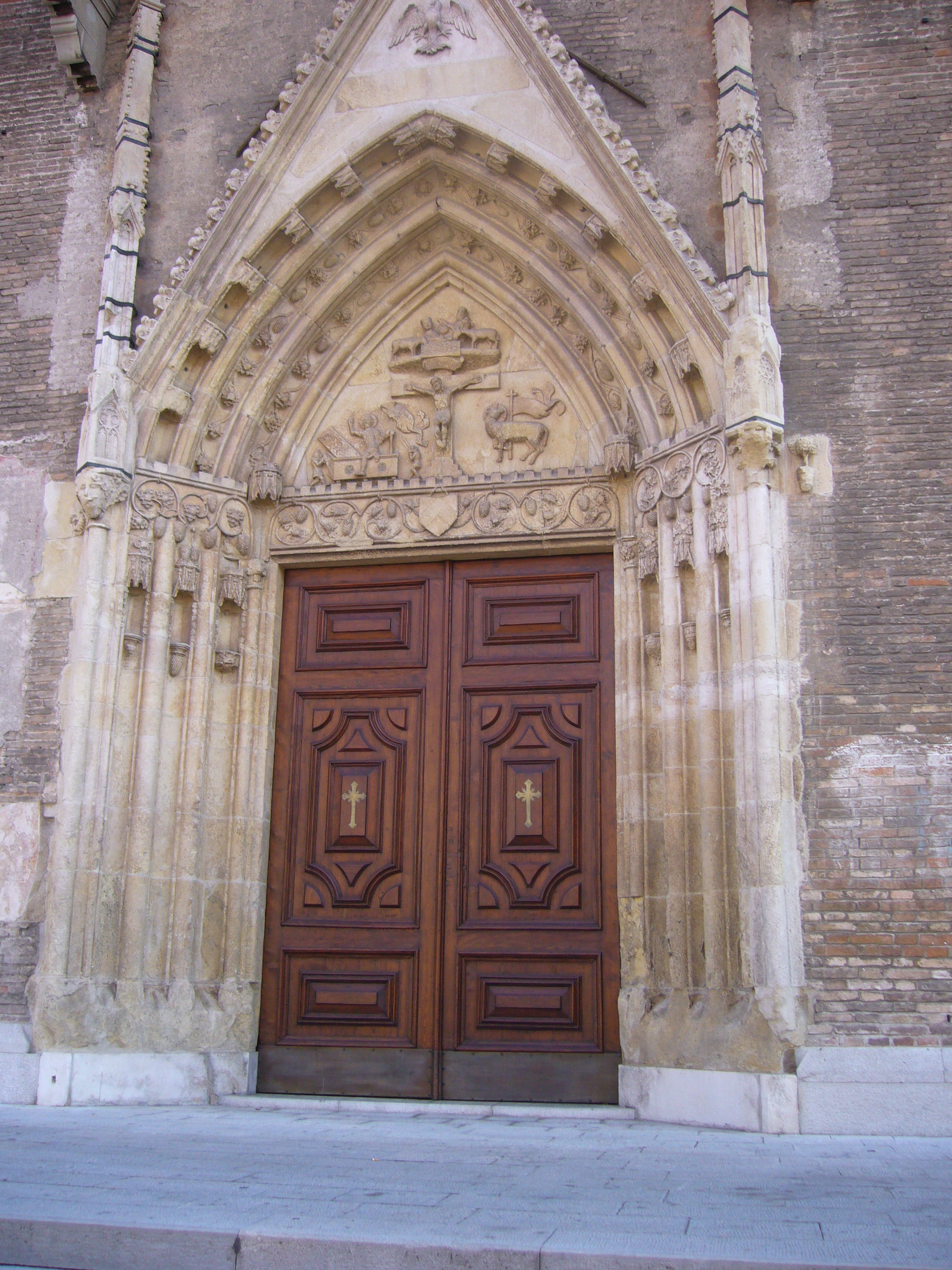
De 12 apostelen ontbreken in de nisjes boven de deur.

De kathedraal van Udine, ook bekend als de Duomo S. Maria Annunziata, staat aan de Piazza del Duomo in Udine. Het is de zetel van het aartsbisdom Udine.
De bouw van deze kathedraal heeft lang geduurd. De achthoekige toren is in de 15de eeuw op een oud baptiserium gebouwd. Het oudste deel van de kerk werd echter al in 1225 gebouwd in romaanse stijl. De noordkant werd in 1396 toegevoegd in gotische stijl.
In 1511 was er een aardbeving. Het plein werd herbouwd, en in 1525 werd aan de zuidkant van de kerk een deel in renaissancestijl aangebouwd. Uiteindelijk was de kerk, na een verbouwing in barokstijl klaar in de 18de eeuw. De kerk heeft drie schepen en zijkapellen die direct met elkaar verbonden zijn.
In de kerk is onder andere het graf van de Bertrand, patriarch van Aquileia en stichter van de dom. De kerk is beroemd om de mooie fresco's. De koepel heeft fresco's van Louis Dorigny (Parijs, 1654 - Verona, 1742), en de sacramentskapel fresco's van Giambattista Tiepolo. In twee kapellen van het rechterzijschip zijn altaarstukken van Tiepolo. Verder zijn er sculpturale versieringen van onder anderen Giuseppe Torretti.
Bij het koor zijn aan de buitenkant van de kerk sporen te zien van het oorspronkelijke gebouw.

Interieur
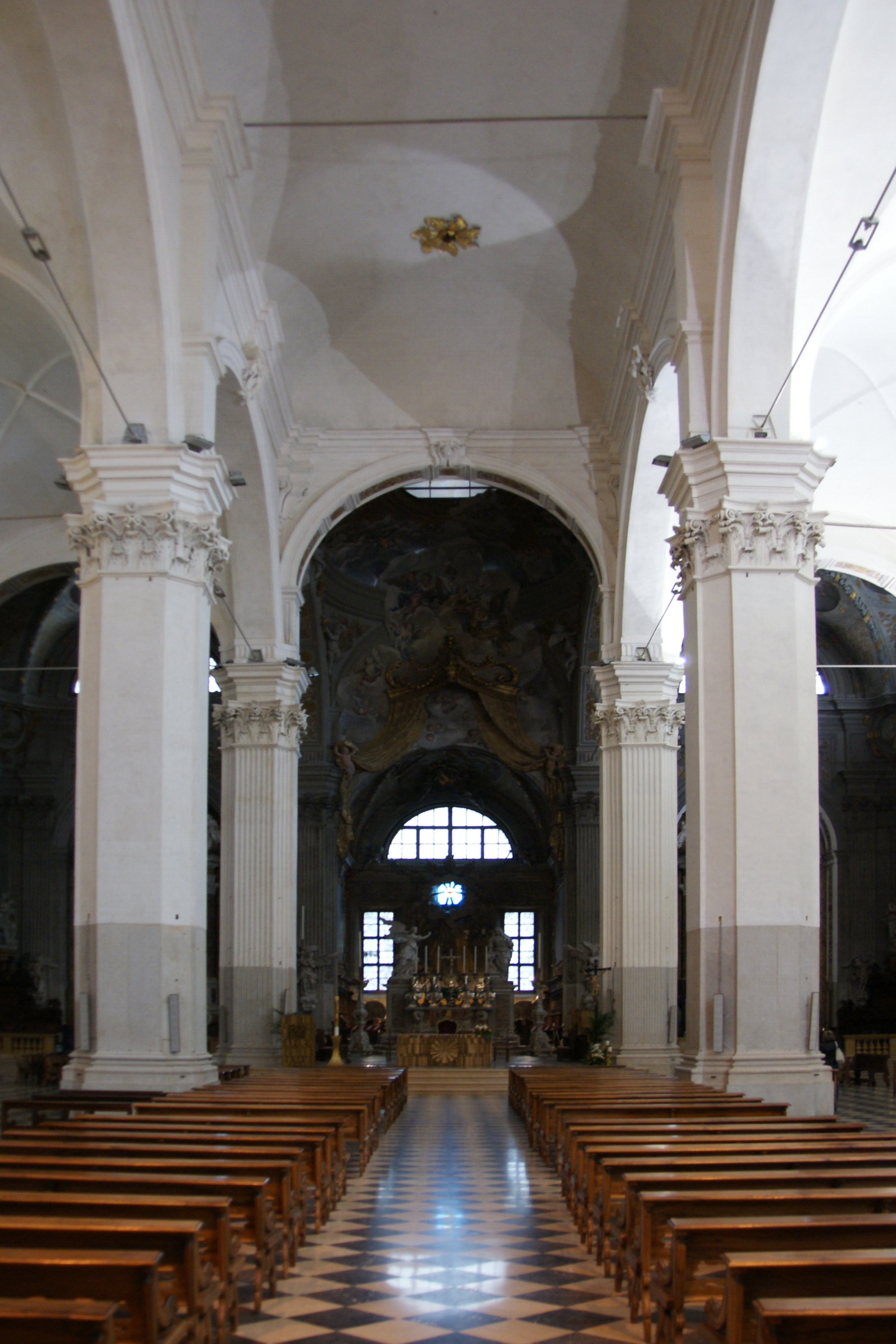
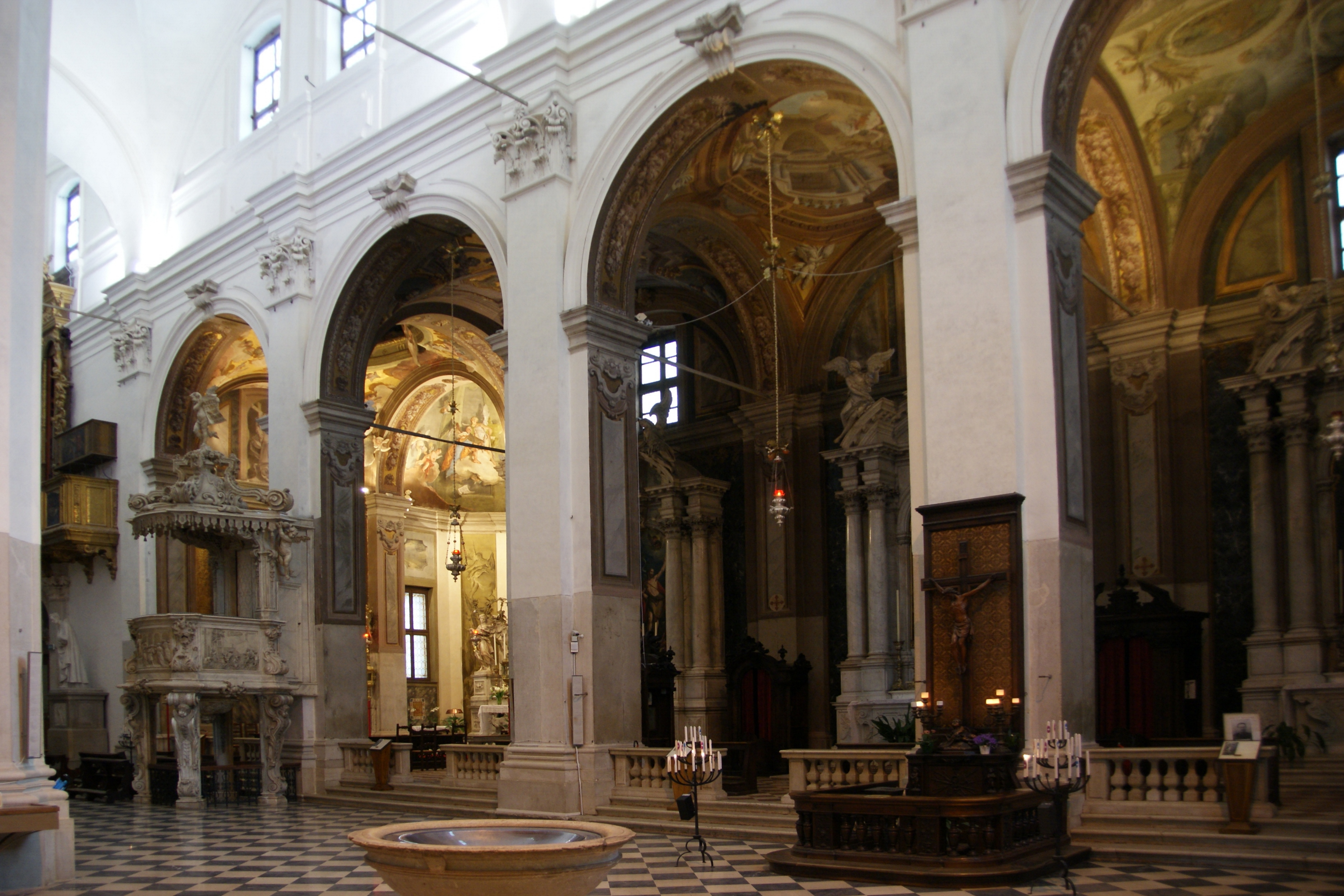
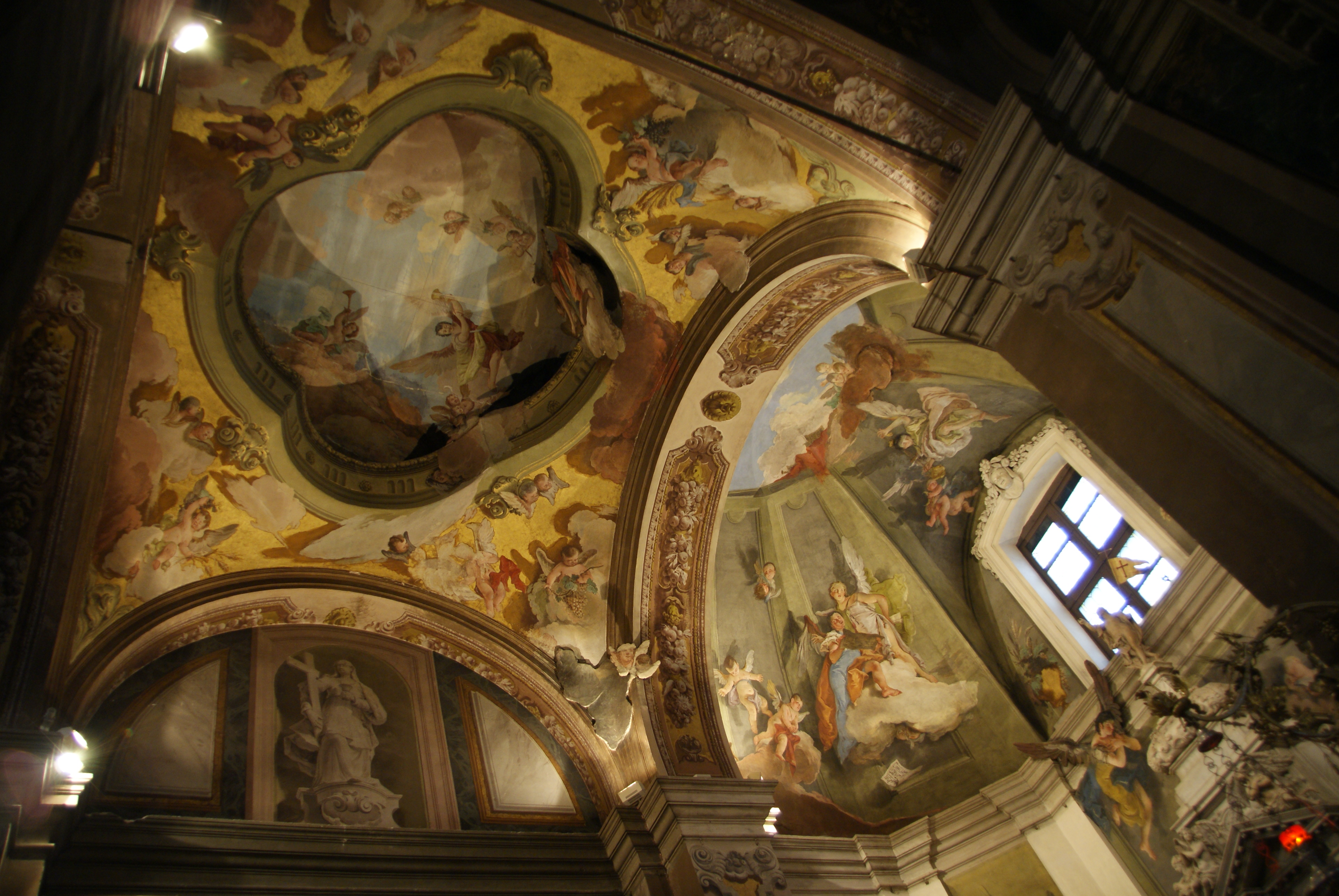